# Lista de medalhas arubanas nos Jogos Olímpicos da Juventude
Este anexo contém uma lista detalhada das medalhas que Aruba já conquistou nos Jogos Olímpicos da Juventude, de Verão, de Inverno e os totais combinados e parciais.

## A Lista
| Edição                         | Medalha | Nome | Esporte | Evento |
| ------------------------------ | ------- | ---- | ------- | ------ |
| Verão de 2012 (Sem medalhas)   | —       | —    | —       | —      |
| Inverno de 2012 (Sem medalhas) | —       | —    | —       | —      |
|                                |         |      |         |        |
| Totais - Verão                 |         |      |         |        |
| Ouro                           | 0       | 0    | 0       | 0      |
| Prata                          | 0       | 0    | 0       | 0      |
| Bronze                         | 0       | 0    | 0       | 0      |
| Total                          | 0       | 0    | 0       | 0      |
| Totais - Inverno               |         |      |         |        |
| Ouro                           | 0       | 0    | 0       | 0      |
| Prata                          | 0       | 0    | 0       | 0      |
| Bronze                         | 0       | 0    | 0       | 0      |
| Total                          | 0       | 0    | 0       | 0      |
| Totais - Verão + Inverno       |         |      |         |        |
| Ouro                           | 0       | 0    | 0       | 0      |
| Prata                          | 0       | 0    | 0       | 0      |
| Bronze                         | 0       | 0    | 0       | 0      |
| Total de Medalhas              | 0       | 0    | 0       | 0      |